# 海洋生物学
海洋生物学是研究在海洋性生存空间（即大海以及大洋）中栖息的生物及其生活历程的科学。
海洋生物的实地考察主要是由海洋考察队实行的。此外渔业也提供了一定的供科学研究的材料。对于上层海域还可以通过潜行进行开发研究。对于更深层的海域则需要利用潜艇以及潜水遥控机械装置。

## 海洋植物
海洋性生存空间的特征性要素是水和盐分。

## 海洋动物
海洋动物估计有16～20万种。它们不进行光合作用，以摄食植物、微生物和其他动物为生。

### 分类
根据群落生境，海洋动物可分为海洋浮游生物、游泳动物和海底生物三个生态类型。根据对外界盐分浓度变化的耐受度不同，可分为广盐性动物和狭盐性动物。
海洋动物共有几十个门类，包括无脊椎动物、原索动物和脊椎动物三大类。其中，海洋无脊椎动物占95%。
海洋脊椎动物包括海洋鱼类、爬行类、鸟类和哺乳类。其中鱼类有圆口纲、软骨鱼纲和硬骨鱼纲；爬行动物有棱皮龟科、海龟科、海蛇科。海洋鸟类种类不多，仅占鸟类种数的0.02%，如信天翁、海燕、军舰鸟等。海洋哺乳动物包括鲸目、鳍脚目和海牛目等。